# Adalbert Seitz
Friedrich Joseph Adalbert Seitz (24 de febrero de 1860, Maguncia - 5 de marzo de 1938, Darmstadt ) fue un médico y entomólogo alemán especializado en lepidópteros. Fue director del zoológico de Frankfurt entre 1893 y 1908, y es mejor conocido por editar la referencia en varios volúmenes sobre las mariposas y polillas grandes del mundo Die Gross-Schmetterlinge der Erde, que continuó después de su muerte.

## Biografía
Seitz nació en Maguncia y fue a la escuela en Aschaffenburg, Darmstadt y Bensheim. Estudió medicina de 1880 a 1885 y luego zoología en Giessen. Su doctorado versó sobre los dispositivos protectores de los animales. Trabajó como asistente en el hospital de maternidad de la Universidad de Giessen y luego trabajó como médico de barco a partir de 1887, viajando a Australia, América del Sur y Asia. En estos viajes empezó a coleccionar mariposas.
En 1891 se licenció en zoología con una tesis sobre la biología de las mariposas en la Universidad de Giessen. En 1893 asumió el cargo de director del zoológico de Frankfurt . Durante los quince años de su servicio, la población de animales del zoológico pasó de 1111 a 3000 y trajo muchas especies nuevas. El comerciante de animales Josef Menges utilizó el zoológico como depósito para animales venidos de otras partes del mundo, lo que hizo que el lugar fuera muy popular. Seitz diseñó una galería para pequeños mamíferos y una casa especial para reptiles y adicionalmente creó el primer insectario. A pesar de su interés y éxito, se retiró en 1908 para trabajar en el manual de las mariposas del mundo.
Seitz se mudó a Darmstadt e invirtió gran parte de su pensión en ayudar al personal del zoológico y luego se mantuvo como curador del Museo Senckenberg, al que donó sus propias colecciones de mariposas. La idea del libro nació en 1887, después de conocer a William John Macleay . Die Gross-Schmetterlinge der Erde (Los macrolepidópteros del mundo) constaba de dieciséis volúmenes con cuatro suplementos publicados en alemán, francés e inglés. Para más detalles ver Griffin, FJ (1936). Los primeros cuatro volúmenes describen la fauna paleártica y los volúmenes 5 a 16 describen la fauna exótica (volúmenes 1 a 4, fauna paleártica, con 4 suplementos; volúmenes 5 a 8, fauna americana; volúmenes 9 a 12, fauna indoaustraliana; volúmenes 13 –16, Fauna Africana). Las planchas de colores se realizaron mediante litografía de 10 a 14 colores. Seitz planeó terminar todo el trabajo en 1912, pero resultó ser bastante poco realista y la publicación se detuvo en 1954. Varios volúmenes quedaron inacabados.

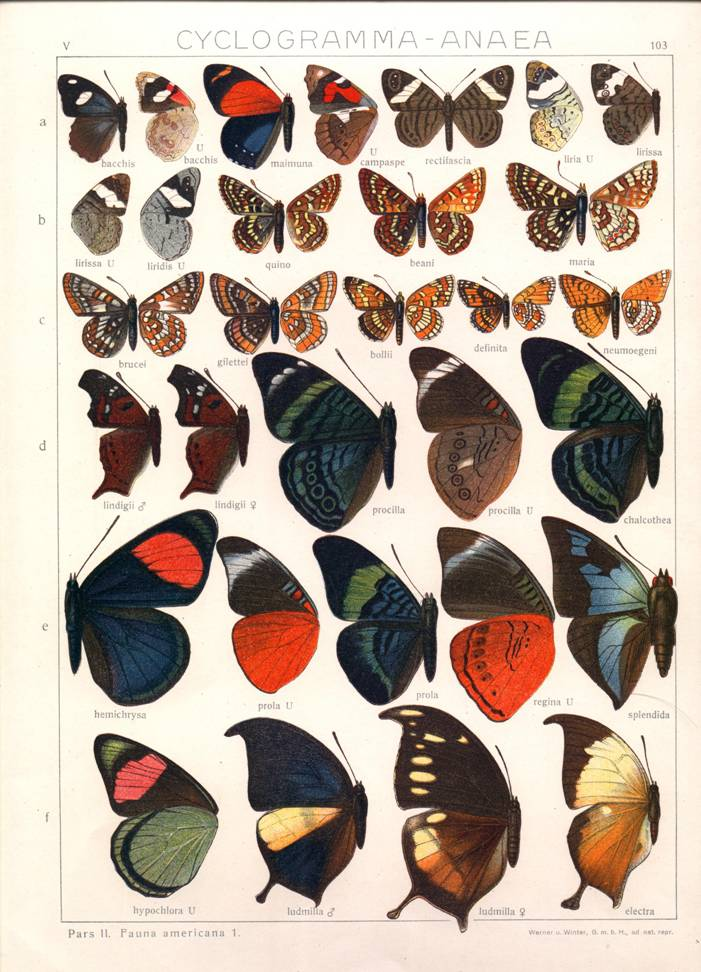
Placa de Macrolepidoptera del Mundo.

Las colecciones de mariposas consultadas incluyen las de Walter Rothschild, el Museo Británico, el Museo Nacional de Historia Natural de París, el Museo Senckenberg de Frankfurt, así como colecciones en Tokio, Hong Kong, Australia, América del Sur y América del Norte . La colección privada de Seitz se conserva en el Museo Senckenberg de .

## Die Großschmetterlinge der Erde, editorial Alfred Kernen, Stuttgart
"La idea de un trabajo para la identificación de todos los macrolepidópteros conocidos surgió durante una excursión que el editor realizó en Australia en compañía del fallecido William McLeay . La sugerencia de este naturalista encontró mayor apoyo al año siguiente en una consulta con Emilio A. Goeldi, entonces director del Museo Zoológico de Río de Janeiro, lo que me indujo a entablar comunicación con el Dr. O. Staudinger para consultar con él sobre la viabilidad de una extensión, que se ajuste a las necesidades de todos los coleccionistas en países extranjeros, de su trabajo sobre Lepidoptera exóticos, que estaba en curso de publicación.
Pero la técnica imperfecta y la ausencia de ciertos estudios preliminares indispensables parecieron hacer imposible en ese momento llevar a cabo el plan. Sin embargo, comencé a trabajar con miras a una futura realización de la idea. Me pareció sobre todo necesario visitar todas las regiones y subregiones faunísticas, en la medida de lo posible, y en consecuencia, después de salir de Australia en noviembre de 1887 y de haber recolectado en América del Sur, especialmente en Brasil (1888-89), me dirigí a la India. y China (1890), visitó Japón (1891-92) y la India anterior (1892) y finalmente realizó varias giras por África. También presté especial atención a la fauna de las islas e hice colecciones en las islas de Cabo Verde, Canarias, Madeira, Isla Canguro y varias islas de los mares Índico y Chino.
Este trabajo contó con la colaboración de varios científicos, quienes se encargaron de escribir varios de los volúmenes, adicionalmente, muchas de las planchas que aparecen en los diferentes volúmenes, tomaron las ilustraciones de las especies previamente reunidas en otros manuscritos. 
Prefacio
Banda 1: Abt. 1, Die Großschmetterlinge des palaearktischen Faunengebietes, Die palaearktischen Tagfalter, 1909, 379 Seiten, mit 89 kolorierten Tafeln (3470 Figuren)
Banda 2: Abt. 1, Die Großschmetterlinge des palaearktischen Faunengebietes, Die palaearktischen Spinner und Schwärmer, 1912-1913
Banda 3: Abt. 1, Die Großschmetterlinge des palaearktischen Faunengebietes, Die palaearktischen eulenartigen Nachtfalter, 1914
Banda 4: Abt. 1, Die Großschmetterlinge des palaearktischen Faunengebietes, Die spannerartigen Nachtfalter, 1915
Banda 5: Abt. 2, Die exotischen Großschmetterlinge, Die Großschmetterlinge des amerikanischen Faunengebietes, 1907
Banda 6: Abt. 2, Die exotischen Großschmetterlinge, Die amerikanischen Spinner und Schwärmer, 1940, 1327 páginas, 198 tafeln
Banda 7: Abt. 2, Die exotischen Großschmetterlinge, Die amerikanischen Eulen, 1923, 508 páginas, 87 tafeln
Banda 8: Abt. 2, Die exotischen Großschmetterlinge, Die amerikanischen Spanner, 1907, 144 páginas, 16 tafeln
Banda 9: Abt. 2, Die exotischen Großschmetterlinge, Die indo-australischen Tagfalter, 1927, 1197 Seiten 177 Tafeln
Banda 10: Abt. 2, Die exotischen Großschmetterlinge, Die indo-australischen Spinner und Schwärmer, 1933, 847 Seiten, 104 Tafeln
Banda 11: Abt. 2, Die exotischen Großschmetterlinge, Die indo-australischen eulenartigen Nachtfalter, 1924, 1141 Seiten, 203 Tafeln
Banda 12: Abt. 2, Die exotischen Großschmetterlinge, Die indo-australischen Geometridae
Banda 13: Abt. 2, Die exotischen Großschmetterlinge, Die afrikanischen Tagfalter, 1925, 613 páginas, 80 tafeln
Banda 14: Abt. 2, Die exotischen Großschmetterlinge, Die afrikanischen Spinner und Schwärmer, 1925–1930, 80 Tafeln
Banda 15: Abt. 2, Die exotischen Großschmetterlinge, Die afrikanischen eulenartigen Nachtfalter, 286 páginas, 41 tafeln
Banda 16: Abt. 2, Die exotischen Großschmetterlinge, Die afrikanischen spannerartigen Nachtfalter, 1929, 160 páginas, 18 tafeln
Banda 1, Suplemento: Die palaearktischen Tagfalter ,
Banda 2, Suplemento: Die palaearktischen Spinner und Schwärmer
Banda 3, Suplemento: Die palaearktischen eulenartigen Nachtfalter
Banda 4, Suplemento: Die spannerartigen Nachtfalter
Los autores que contribuyen a Los macrolepidópteros del mundo incluyen al propio Adalbert Seitz, Karl Jordan, Julius Röber, William Warren, Per Olof Christopher Aurivillius, Louis Beethoven Prout, Hans Fruhstorfer, Max Gaede, Thomas Lehmann, Richard Haensch, Gustav Weymer, Max Wilhelm Karl Draudt, Hans Stichel, Jules Paul Mabille, Max Bartel, Erich Martin Hering, Embrik Strand, Karl Grünberg, William Schaus, Walter Rothschild, Georg Eiffinger .

A pesar de la antigüedad de los diferentes volúmenes, aún se constituyen como una referencia importante a la hora de estudiar los lepidópteros en las regiones tropicales.

## enlaces externos
- Wikimedia Commons alberga una categoría multimedia sobre Adalbert Seitz.
- Wikispecies tiene un artículo sobre Adalbert Seitz.

- Works by or about Adalbert Seitz at Internet Archive
- The Biodiversity Heritage Library
- Zobodat

- Datos: Q78042
- Multimedia: Adalbert Seitz / Q78042
- Especies: Adalbert Seitz